# マペット大集合!
マペット大集合!（Muppets Now）とは、アメリカ合衆国で2020年7月31日よりDisney+にて配信されているインターネットテレビ番組である。この番組の制作はザ・マペッツ・スタジオが担当している。日本では2020年8月21日より配信されている。

## 概要
この番組では、台本なしによる即興劇形式で行われている。

## 登場人物
カーミット
声 - マット・ヴォーゲル、日本語吹替 - 真殿光昭
ゴンゾ
声 - デーヴ・ゲルツ、日本語吹替 - 落合弘治
フォジー
声 - エリック・ジェイコブソン、日本語吹替 - 越後屋コースケ
ペペ
声 - ビル・バレッタ、日本語吹替 - 宮崎敦吉
アニマル
声 - エリック・ジェイコブソン、日本語吹替 - 宮崎敦吉
ミス・ピギー
声 - エリック・ジェイコブソン、日本語吹替 - 小形満
ウォルター
声 - ピーター・リンツ、日本語吹替 - 小森創介
シェフ
声 - ビル・バレッタ
ジョー
声 - ピーター・リンツ、日本語吹替 - 中務貴幸
スクーター
声 - デヴィッド・ラッドマン、日本語吹替 - 落合弘治
デッドリー
声 - マット・ヴォーゲル、日本語吹替 - 武田太一
サム
声 - エリック・ジェイコブソン、日本語吹替 - 中務貴幸
スタトラー
声 - ピーター・リンツ、日本語吹替 - 宮崎敦吉
ウォルドーフ
声 - デーヴ・ゲルツ、日本語吹替 - 越後屋コースケ
ビーカー
声 - デヴィッド・ラッドマン、日本語吹替 - 小形満
ブンゼン
声 - デーヴ・ゲルツ、日本語吹替 - 越後屋コースケ
ベバリー
声 - ジュリアン・ブッシャー、日本語吹替 - 千種春樹
ドクター・ティース
声 - ビル・バレッタ、日本語吹替 - 武田太一
フロイド・ペッパー
声 - マット・ヴォーゲル、日本語吹替 - 落合弘治
ズート
声 - デーヴ・ゲルツ、日本語吹替 - 小形満
ジャニス
声 - デヴィッド・ラッドマン、日本語吹替 - 越後屋コースケ
リンク
声 - ピーター・リンツ、日本語吹替 - 中務貴幸
ボーボー
声 - ビル・バレッタ、日本語吹替 - 中務貴幸
ボーレガード
声 - デーヴ・ゲルツ、日本語吹替 - 中務貴幸
ミス・プーギー
声 - デヴィッド・ラッドマン、日本語吹替 - 越後屋コースケ
チップ
声 - デーヴ・ゲルツ、日本語吹替 - 宮崎敦吉
ロビン
声 - ピーター・リンツ、日本語吹替 - 越後屋コースケ
バッバ
声 - ビル・バレッタ、日本語吹替 - 中務貴幸
ヨランダ
声 - ジュリアン・ブッシャー、日本語吹替 - 千種春樹
カール
声 - ビル・バレッタ、日本語吹替 - 宮崎敦吉
ハワード
声 - ビル・バレッタ、日本語吹替 - 越後屋コースケ
テイ・ディグス
演 - 本人、日本語吹替 - 杉村憲司
リンダ・カーデリーニ
演 - 本人、日本語吹替 - 鈴木秀香
ル・ポール
演 - 本人、日本語吹替 - 宮崎敦吉
アル・マドリガル
演 - 本人、日本語吹替 - 綿貫竜之介
オーブリー・プラザ
演 - 本人、日本語吹替 - 清水はる香
セス・ローゲン
演 - 本人、日本語吹替 - 遠藤純一

## エピソードリスト
1. アップロード（Due Date）
2. 熱狂の渦（Fever Pitch）
3. 試写（Getting Testy）
4. スリープモード（Sleep Mode）
5. 最新バージョン（The I.T. Factor）
6. インターン（Socialized）

## スタッフ
- 翻訳 - 桜井裕子、いずみつかさ
- 演出 - 佐々木由香、岩田敦彦
- 録音・調整 - 上村利秋
- 録音制作 - 村井亨子、中村友美、スタジオ・エコー